# Lista de autores portugueses que entram em domínio público em 2020
Quando o direito autoral de uma obra expira, ela entra em domínio público.
Em Portugal, uma obra entra em domínio público 70 anos após a morte do autor.
Segue-se uma lista de autores Portugueses cujas obras entram em domínio público em 2020.
| Nome                                               | Data de Nascimento | Data de Morte |
| -------------------------------------------------- | ------------------ | ------------- |
| Albino de Menezes                                  | 1889               | 1949          |
| Albino Forjaz de Sampaio                           | 1884               | 1949          |
| Albino Pereira Magno                               | 1859               | 1949          |
| Alfredo Brochado                                   | 1897               | 1949          |
| A. Louro                                           | 1871               | 1949          |
| António Aleixo                                     | 1899               | 1949          |
| António do Carmo da Guerra Quaresma Viana          | 1887               | 1949          |
| António dos Santos Viegas                          | 1870               | 1949          |
| António Ferreira Pinto                             | 1871               | 1949          |
| António Firmo de Azeredo Antas                     | 1869               | 1949          |
| António Leitão                                     | 1880               | 1949          |
| António Lourenço                                   | 1915               | 1949          |
| António Ramiro                                     | 1892               | 1949          |
| Armando Ribeiro                                    | 1881               | 1949          |
| Artur Lobo de Campos                               | 1884               | 1949          |
| Augusto José Ramos                                 | 1890               | 1949          |
| Bento Antas da Cruz                                | 1876               | 1949          |
| Carlos Queirós Ribeiro                             | 1907               | 1949          |
| Carlos Santos                                      | 1872               | 1949          |
| Carlos Sombrio                                     | 1894               | 1949          |
| Castelo de Morais                                  | 1882               | 1949          |
| C. da Cunha Coutinho                               | 1885               | 1949          |
| Eduardo Dias                                       | 1888               | 1949          |
| Evaristo Cândido Monteiro Ramalho                  | 1862               | 1949          |
| Fausto Guedes Teixeira                             | 1871               | 1949          |
| Fernandes Agudo                                    | 1877               | 1949          |
| Fernando Augusto da Silva                          | 1863               | 1949          |
| Fernando Pais Teles de Utra Machado                | 1882               | 1949          |
| Fonseca Monteiro                                   | 1888               | 1949          |
| Francisco José Lahmeyer Bugalho                    | 1905               | 1949          |
| Francisco Simões Ratola                            | 1876               | 1949          |
| Henrique de Campos Ferreira Lima                   | 1882               | 1949          |
| João António Correia dos Santos                    | 1874               | 1949          |
| João Dias                                          | 1926               | 1949          |
| João Maia de Loureiro                              | 1901               | 1949          |
| Joaquim Nunes Claro                                | 1878               | 1949          |
| José Aurélio Fernandes Dias de Azevedo             | 1926               | 1949          |
| José Cândido Martinó                               | 1872               | 1949          |
| José Maria Fernandes                               | 1887               | 1949          |
| José Marques de Castilho                           | 1869               | 1949          |
| José Ramos Preto                                   | 1871               | 1949          |
| Justino de Montalvão                               | 1872               | 1949          |
| Ludovico de Meneses                                | 1860               | 1949          |
| Luís Salvador                                      | 1875               | 1949          |
| Manuel António Ribeiro                             | 1883               | 1949          |
| Manuel José Afonso Baptista                        | 1889               | 1949          |
| Maria Isabel de Oliveira Pinto da França Tamagnini | 1861               | 1949          |
| Mário Pais de Sousa                                | 1891               | 1949          |
| Nunes Claro                                        | 1878               | 1949          |
| Salvador José da Costa                             | 1863               | 1949          |
| Severino de Sant'Anna Marques                      | 1873               | 1949          |
| Soeiro Pereira Gomes                               | 1909               | 1949          |
| Teófilo Carneiro                                   | 1891               | 1949          |